# Avec toi, pour un meilleur Chili
 (octobre 2024).
Avec toi, pour un meilleur Chili (en espagnol : Contigo Chile Mejor, abrégé en CChM) est une coalition politique chilienne de gauche à centre gauche, fondée en février 2023 pour les élections municipales d'octobre 2024.
Le pacte électoral s'est créé à l'initiative des huit partis de l'Alliance gouvernementale, la coalition qui soutient le gouvernement et l'action de Gabriel Boric. L'alliance est également élargit au Parti démocrate-chrétien, une première depuis la disparition de la coalition de la Concertation des partis pour la démocratie en 2013.
À la suite de la division en deux listes et l'échec de la gauche aux élections constituantes de 2023, les partis de la coalition de Gabriel Boric décident de s'unir pour les prochains scrutins (municipales et gouvernorales). Après l'accord, les partis de l'Alliance gouvernementale décident d'inclure le Parti démocrate-chrétien.

## Contexte
Au début de l'année 2023, l'Alliance gouvernementale lance l'idée d'une liste d'unité parmi les « forces progressistes » et démontre un rapprochement avec le Parti démocrate-chrétien. Si le parti n'est pas membre du gouvernement de Gabriel Boric, sa proximité idéologique et historique avec le Parti socialiste et les membres du Socialisme démocratique lui permet d'avoir un rôle collaboratif au Congrès, au travers d'un soutien sans participation.
À l'époque, la négociation pour les candidats aux élections constituantes amène l'ensemble des partis à proposer une alliance. Cependant, aucun accord n'est trouvé et deux listes distinctes sont créées, divisant la majorité de Gabriel Boric : Unité pour le Chili, qui regroupe la majorité de la coalition gouvernementale, d'Approbation dignité, le Parti libéral et jusqu'au Parti socialiste, mais également la liste Tout pour le Chili, composée du Parti démocrate-chrétien, le Parti pour la démocratie et le Parti radical, au centre-gauche.

## Historique

### Echec aux constituantes et campagne pour le Non
Lors des élections des conseillers constitutionnels, Todo por Chile n'a fait élire aucun de ses candidats, et Unité pour le Chili n'a obtenu que 16 des 50 sièges disponibles dans la Chambre. Tandis que Chile Vamos et surtout le Parti républicain, qui en ont totalisé 58% des élus à l'Assemblée constituante.
Une fois le processus constitutionnel chilien achevé en 2023, les partis présents sur les deux listes ont formé deux campagnes en faveur de l'option « Contre » contre le plébiscite : l'un appelé « Chili contre », par l'Alliance gouvernementale, et une autre appelé "La DC en Contra" (La démocratie-chrétienne contre), formée uniquement du Parti démocrate-chrétien. Ils ont fait valoir que les normes incorporées dans la proposition de texte élaboré représentaient un recul dans les droits reproductifs des femmes, la diversité sexuelle et de genre et en matière de retraites, notamment en ce qui concerne l'AFP et l'Isapres.

### Création de l'alliance électorale
Après le triomphe du Contre (En Contra) au référendum constitutionnel de 2023, dans les mois suivants, des négociations se sont engagées au sein de l'Alliance gouvernementale pour convenir d'un pacte unique pour les élections municipales de 2024 et évaluer la possibilité d'inviter la démocratie chrétienne à en faire partie.
Cette décision est confirmée en octobre 2023 lors d'une réunion de l'Alliance gouvernementale, au travers d'un document « Réunion pour le Chili », dans lequel les partis au pouvoir ont expressément affirmés l'intention d'enregistrer une liste conjointe avec les démocrates-chrétiens.
En janvier 2024, le président du Parti démocrate-chrétien, le député Alberto Undurraga, a confirmé que son parti acceptait l'invitation lancée par l'Alliance gouvernementale à former une coalition, soulignant l'importance de lutter contre la dispersion électorale et de présenter une candidature unitaire pour les maires et gouverneurs régionaux.

## Composition
| Parti                                 | Président          |
| ------------------------------------- | ------------------ |
| Front large                           | Constanza Martínez |
| Parti socialiste                      | Paulina Vodanovic  |
| Parti démocrate-chrétien du Chili     | Alberto Undurraga  |
| Parti communiste du Chili             | Guillermo Teillier |
| Parti pour la démocratie              | Jaime Quintana     |
| Parti radical                         | Léonard Cubillos   |
| Parti libéral (es)                    | Juan Carlos Urzua  |
| Fédération régionaliste verte sociale | Flavia Torrealba   |
| Action Humaniste                      | Thomas Hirsch      |